# Olympische Geschichte Ägyptens
| Gelbes Symbol für Goldmedaillen mit stilisierten Olympischen Ringen | Graues Symbol für Silbermedaillen mit stilisierten Olympischen Ringen | Braundes Symbol für Bronzemedaillen mit stilisierten Olympischen Ringen |
| ------------------------------------------------------------------- | --------------------------------------------------------------------- | ----------------------------------------------------------------------- |
| 9                                                                   | 11                                                                    | 19                                                                      |

Die olympische Geschichte Ägyptens beginnt im Jahre 1910 mit der Gründung des ägyptischen NOKs, der al-Ladschna al-ulimbiyya al-misriyya. Noch im gleichen Jahr wurde das NOK vom IOC anerkannt. Vor der Gründung des NOKs nahmen zwei ägyptische Sportler an den Olympischen Zwischenspielen 1906 in Athen teil.
Insgesamt konnten ägyptische Sportler 39 Medaillen bei Sommerspielen gewinnen. Mit neun Gold-, elf Silber- und neunzehn Bronzemedaillen belegt Ägypten Platz 61 im Ewigen Medaillenspiegel der Olympischen Spiele. Gewichtheber und Gewichtheberinnen sind die erfolgreichsten Teilnehmer. Sie gewannen bislang (Stand Dezember 2021) 14 Medaillen, davon fünf Gold-, drei Silber- und sechs Bronzemedaillen.

## Übersicht
| Jahre     | Flagge | Kürzel | Mannschaft                              | Bemerkung |
| --------- | ------ | ------ | --------------------------------------- | --- |
| 1920      |        | EGY    | Sultanat Ägypten                        | |
| 1924–1952 |        | EGY    | Königreich Ägypten                      | Ägypten nahm an den Olympischen Spielen 1932 nicht teil. |
| 1956      |        | EGY    | Republik Ägypten                        | |
| 1960      |        | RAU    | Vereinigte Arabische Republik           | Zusammen mit Syrien als die Mannschaft eines gemeinsamen Staates. |
| 1964–1968 |        | RAU    | Vereinigte Arabische Republik (Ägypten) | Ägypten, trat bei den Olympischen Spielen allein an, da Syrien bereits die politische Union mit Ägypten 1961 verließ. 1972 benannte sich Ägypten in Arabische Republik Ägypten um, und verwendet seitdem sein altes Kürzel (EGY) wieder. |
| 1972–1984 |        | EGY    | Arabische Republik Ägypten              | Ägypten boykottierte die Olympischen Spiele 1980. |
| seit 1988 |        | EGY    | Arabische Republik Ägypten              | Ägypten boykottierte die Olympischen Spiele 1980. |

## Teilnahme an Olympischen Spielen

### Vor dem Zweiten Weltkrieg
Bei den Olympischen Spielen 1912 in Stockholm nahm erstmals ein ägyptischer Sportler an offiziellen Spielen teil. Der Fechter Ahmed Hassanein trat im Degen- und im Florettfechten an. Ägypten war zu der Zeit Teil des Osmanischen Reiches, so dass Hassanein nicht für sein Heimatland antreten konnte. Zudem besteht Unsicherheit darüber, ob Hassanein überhaupt teilgenommen hatte, da der offizielle Bericht alle Meldungen auflistet, jedoch keine Ergebnisse beinhaltet. So ist Hassanein im Report (Seite 464) im Florettwettbewerb in der Gruppe 14 zu finden, während er in der zweiten Runde nicht mehr geführt wird. Im Degenwettbewerb (Seite 469) wird er in der Gruppe 2 gelistet, wird aber auch hier in der zweiten Runde nicht mehr geführt.

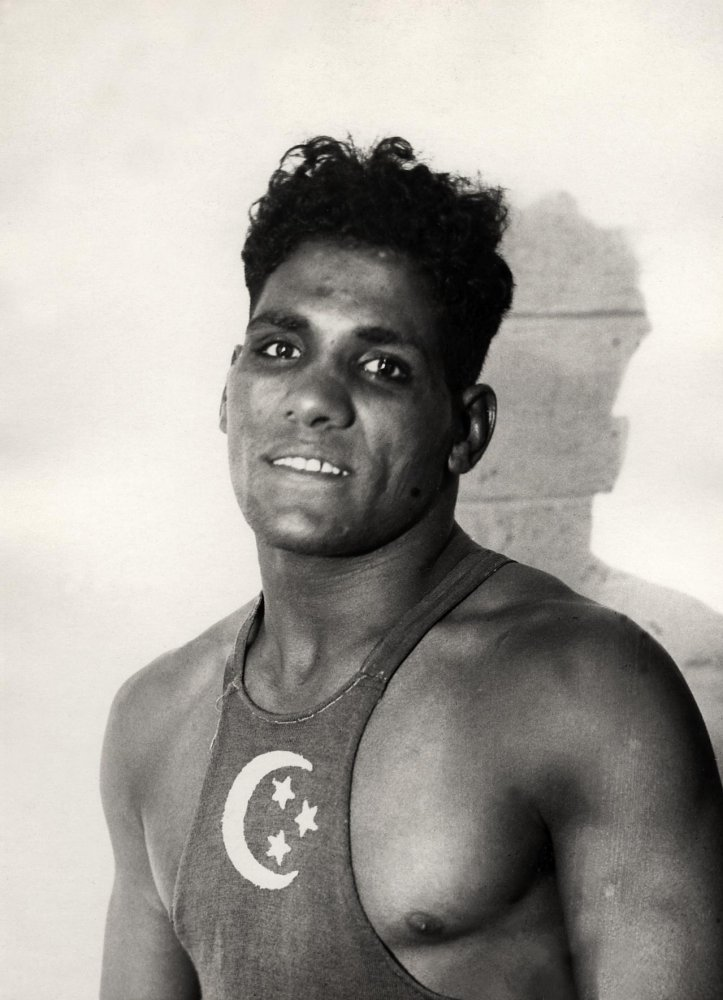
Der Ringer Ibrahim Moustafa wird, nach einem vierten Platz 1924, Olympiasieger 1928

1920 in Antwerpen traten erstmals Athleten unter ägyptischer Flagge an. Eine Delegation von 23 Sportlern nahm in sechs Sportarten teil, wobei der größte Teil von der ägyptischen Fußballnationalmannschaft gestellt wurde. Besondere Erfolge waren nicht zu verzeichnen. Bei den Olympischen Spielen vier Jahre später in Paris gingen 34 Athleten in acht Sportarten an den Start, dazu kam noch ein Teilnehmer an einem Kunstwettbewerb. Beachtung fanden hier die vierten Plätze des Gewichthebers Hamad Samy im Mittelgewicht und des Halbschwergewichtsringers Ibrahim Moustafa, der im griechisch-römischen Stil kämpfte. Krikor Agathon war der erste Ägypter, der in zwei verschiedenen Sportarten (Fechten und Schießen) teilnahm.
1928 in Amsterdam gab es die ersten Medaillengewinne und Olympiasiege zu feiern. Am 29. Juli 1928 wurde der Gewichtheber Sayed Nosseir mit seinem Sieg im Halbschwergewicht der erste ägyptische Medaillengewinner und Olympiasieger. Nosseir erkämpfte sich seine Goldmedaille mit einem neuen olympischen Rekord. Die ägyptische Fußballnationalmannschaft sorgte mit dem Erreichen des Halbfinales für eine Überraschung. Nach Siegen über die Türkei im Achtelfinale (7:1) und Portugal im Viertelfinale (2:1) unterlagen die Ägypter im Halbfinale mit 0:6 Argentinien. Im Spiel um die Bronzemedaille gab es gegen Italien eine 3:11-Niederlage, bis heute das mit 14 Toren torreichste Finalspiel aller olympischen Fußballwettbewerbe.
Zu den Spielen von Los Angeles 1932 wurden keine Sportler geschickt. Vier Jahre später in Berlin nahmen 60 Sportler teil und sorgten mit fünf Medaillen, darunter zwei Olympiasiege, für das bis heute, neben dem Ergebnis von London 1948, beste Abschneiden einer ägyptischen Olympiamannschaft. Bemerkenswert ist, dass alle fünf Medaillen durch Gewichtheber gewonnen wurden.

### 1940er und 1950er Jahre

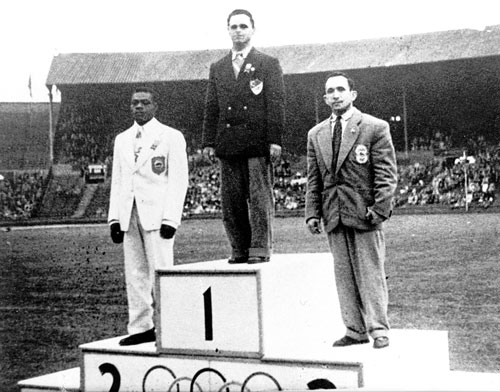
Mahmoud Fayad gewinnt 1948 das Gewichtheben im Federgewicht

Das ägyptische NOK entsandte 1948 insgesamt 99 Teilnehmer zu den ersten Sommerspielen nach dem Ende des Zweiten Weltkrieges nach London. Die Mannschaft war mit fünf Medaillen, wiederum zwei Olympiasiege darunter, ebenso erfolgreich wie 1936. Diesmal holten die Gewichtheber die zwei Goldmedaillen, aber auch die Ringer im griechisch-römischen Stil waren mit je einer Silber- und Bronzemedaille erfolgreich.
Zu den Sommerspielen 1952 in Helsinki fuhr mit 114 Teilnehmern die bislang größte ägyptische Delegation. Die Zahl sollte erst 2012 übertroffen werden. Eine Bronzemedaille im Ringen wurde gewonnen. Hervorzuheben ist zudem die Halbfinalteilnahme der Fechtmannschaft mit dem Florett. Im Gewichtheben, bis dato erfolgreichste Sportart, konnte nur Mohamed Ibrahim Saleh im Mittelschwergewicht mit Platz 4 überzeugen.
Wegen der Suezkrise boykottierte Ägypten die Sommerspiele in Melbourne 1956. Jedoch wurden drei Teilnehmer zu den fünf Monate vorher ausgetragenen Reiterspielen nach Stockholm geschickt.

### 1960er und 1970er Jahre
Ägypten, das Königreich Jemen und Syrien hatten sich 1958 zu den Vereinigten Arabischen Staaten zusammengeschlossen. Zu den Sommerspielen 1960 in Rom wurde eine nur aus Ägyptern bestehende Olympiamannschaft geschickt, die unter der Bezeichnung Vereinigte Arabische Republik mit dem Länderkürzel UAR auflief. Neben zwei Medaillen, Silber im Ringen und Bronze im Boxen, gab es einen überraschenden vierten Platz der Springreiterequipe. Auch der Gewichtheber Mohamed Mahmoud Ibrahim erreichte im Schwergewicht den vierten Rang.
Trotz der Auflösung des Staatenbundes behielt Ägypten die Bezeichnung UAR bis 1968 bei. In den folgenden Spielen nach Rom gab es für 24 Jahre keine Medaillengewinner. Die ägyptische Fußballmannschaft wurde 1964 in Tokio Vierte. Im Spiel um die Bronzemedaille unterlag man der deutschen Mannschaft mit 1:3.

### 1970er und 1980er Jahre
Wie schon in Mexiko-Stadt 1968 blieb die ägyptische Olympiamannschaft 1972 in München, diesmal wieder mit der Bezeichnung Ägypten (EGY) angetreten, ohne Medaillengewinn.
Erst drei Tage nach Eröffnung der Sommerspiele von Montreal 1976 zog das ägyptische NOK seine Sportler von den Wettkämpfen zurück, um sich dem Boykott der afrikanischen Länder anzuschließen. Vier der Athleten, drei Boxer und ein Gewichtheber, hatten zu diesem Zeitpunkt ihre Wettkämpfe schon bestritten. Auch die Basketballmannschaft hatte ihr erstes Spiel absolviert. Ägyptens NOK folgte dem Boykottaufruf der USA und blieb den Spielen von Moskau 1980 ebenso fern.
1984 nahm mit dem alpinen Skirennfahrer Jamil El-Reedy zum ersten und bislang (Stand 2022) einzigen Mal ein ägyptischer Athlet an Winterspielen teil.
Bei den Sommerspielen in Los Angeles im gleichen Jahr gab es den ersten Medaillengewinn nach 24 Jahren zu feiern. Der Judoka Mohamed Ali Rashwan gewann die Silbermedaille in der offenen Klasse. Das ägyptische NOK entsandte nach Los Angeles erstmals Frauen. Die Schwimmerinnen Sherwite Hafez und ihre Schwester Nevine Hafez starteten am 29. Juli 1984 über 100 Meter Freistil als erste ägyptische Sportlerinnen bei Olympischen Spielen.
Die Spiele 1988 in Seoul waren für Ägypten ein Misserfolg. Nur ein vierter Platz im Superschwergewicht des Ringers Hassan El-Haddad im griechisch-römischen Stil stach heraus.

### 1990er Jahre
Die Spiele von Barcelona 1992 gestalteten sich ebenso erfolglos für die ägyptische Mannschaft. Im Alter von 14 Jahren und 286 Tagen trat am 26. Juli 1992 mit der Schwimmerin Rania El-Wani im Vorlauf über 100 Meter Freistil die bislang jüngste ägyptische Teilnehmerin an.
Auch bei den Spielen 1996 in Atlanta gab es nichts zu feiern. Mit drei Siegen und drei Niederlagen erreichte die Handballmannschaft der Männer einen beachtlichen sechsten Platz.

### 2000 bis heute
Auch 2000 in Sydney blieben ägyptische Teilnehmer chancenlos. Mit 49 Jahren und 329 Tagen trat am 23. September 2000 mit dem Sportschützen Mohamed Khorshed im Skeet der bis heute älteste ägyptische Starter an. Khorshed nahm in Sydney zum fünften Mal an Olympischen Spielen teil.
In Athen 2004 gewann der Ringer Karam Ibrahim mit seiner Goldmedaille im griechisch-römischen Stil die erste Medaille nach 20 Jahren. Sein Olympiasieg war zugleich der erste Sieg nach 56 Jahren. Eine Silber- und drei Bronzemedaillen ließen diese Spiele zu den dritterfolgreichsten Sommerspielen für Ägypten werden.
2008 in Peking kamen zwei Bronzemedaillen hinzu. Die Gewichtheberin Abeer Abdelrahman erreichte zunächst den fünften Rang im Halbschwergewicht – nach zwei Disqualifikationen aufgrund von Dopingvorfällen im August 2016 wurde ihr nachträglich die Bronzemedaille verliehen und sie wurde somit die erste Ägypterin, die eine Olympiamedaille gewinnen konnte.

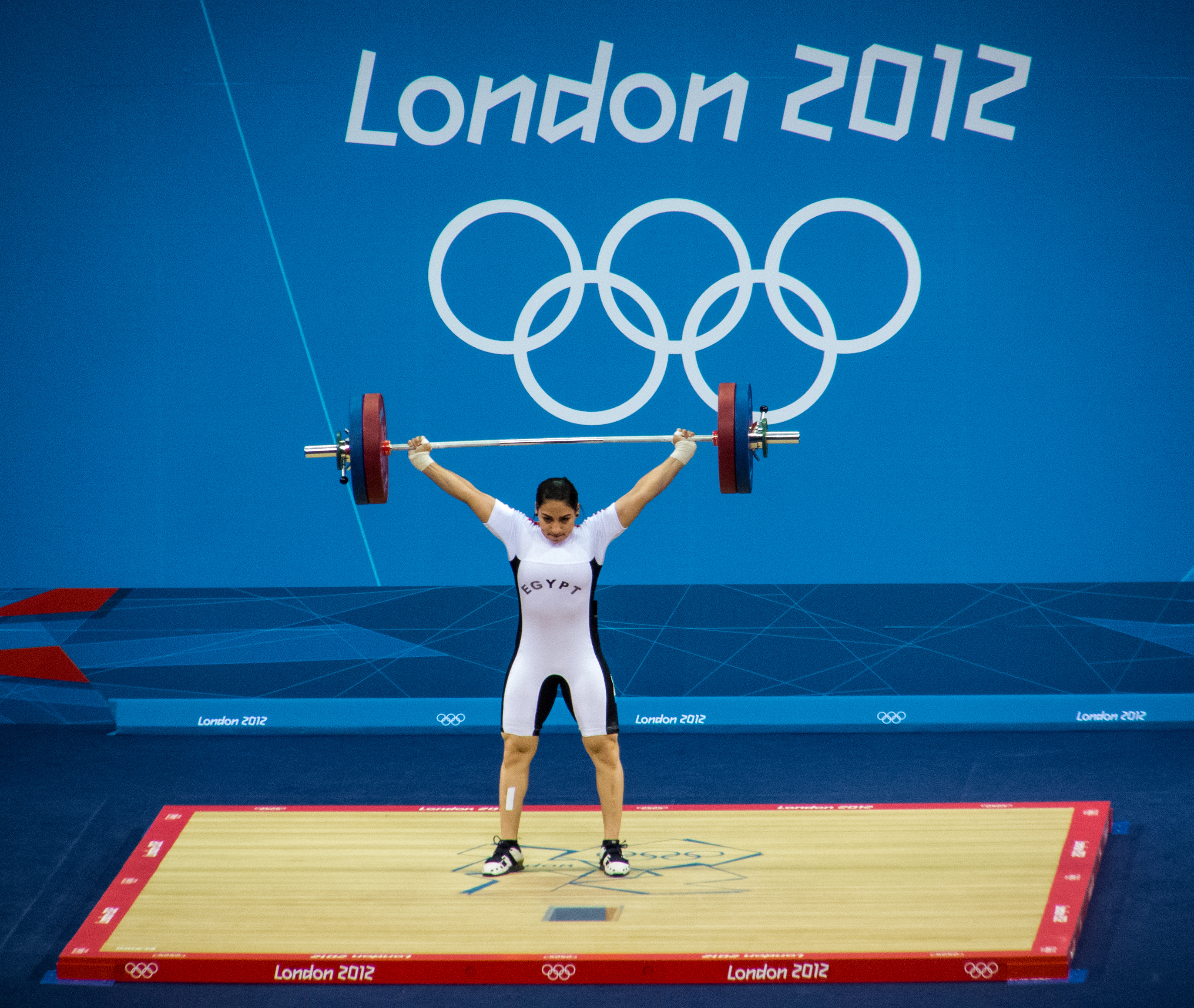
Abeer Abdelrahman bei ihrem Wettkampf

Zu den Sommerspielen 2012 in London entsandte das ägyptische NOK 109 Teilnehmer, davon 36 Frauen. In London konnte Karam Ibrahim Silber im Halbschwergewicht im griechisch-römischen Stil erringen. Nach Gold 2004 ist Ibrahim damit der erfolgreichste ägyptische Sportler bei Olympischen Spielen. Neben einer weiteren Silbermedaille durch den Florettfechter Alaaeldin Abouelkassem sorgte besonders die Gewichtheberriege für Topplatzierungen. So gab es einen vierten und einen fünften Platz bei den Herren zu feiern. Erst 2016 stellte sich heraus, dass die bisherigen Medaillengewinnerinnen im Gewichtheben in der Klasse bis 75 kg gedopt waren. Die Siegerin, die Kasachin Swetlana Podobedowa, die Russin Natalja Sabolotnaja auf Platz 2 und die Weißrussin Irina Kulescha mussten ihre Medaillen zurückgeben. Die bis dahin fünftplatzierte Abeer Abdelrahman kam damit auf Platz 2. Darüber hinaus gewann der Gewichtheber Tarek Yehia Bronze.
Mit 120 Teilnehmern, davon 37 Frauen, ging 2016 in Rio de Janeiro die bislang stärkste ägyptische Olympiamannschaft an den Start. Drei Bronzemedaillen konnten gewonnen werden. Die Gewichtheberin Sara Ahmed wurde am 10. August 2016 die erste Olympiamedaillengewinnerin Ägyptens, die ihre Medaille schon auf dem Podium entgegennehmen konnte.
2020 in Tokio wurde Ägypten von 136 Teilnehmern vertreten. Diese konnten eine Gold-, eine Silber- und vier Bronzemedaillen gewinnen.

## IOC-Mitglieder
Der Unternehmer Angelo Bolanaki (1877–1963) war von 1910 bis 1932 Mitglied des IOC. 1910 war er einer der Gründer des ägyptischen NOKs. Seine Mitgliedschaft erlosch 1932, als er die griechische Staatsangehörigkeit annahm.
Der Politiker Mohamed Taher Pascha (1897–1970) wurde 1934 zum IOC-Mitglied gewählt. Der Präsident des ägyptischen Sport-Komitees war bis 1968 IOC-Mitglied, er wurde danach bis zu seinem Tode Ehrenmitglied.
Ahmed Touny (1907–1997) war ebenfalls Politiker. Der Gründer und Präsident des ägyptischen Turnerbundes sowie Ehrenpräsident des ägyptischen NOKs wurde 1960 zum IOC-Mitglied. Die Mitgliedschaft erlosch 1993, als Touny Ehrenmitglied wurde.
General Mounir Sabet wurde 1998 zum IOC-Mitglied gewählt. Der Ehrenpräsident des ägyptischen NOKs ist seit 2017 Ehrenmitglied.
Rania Elwani war von 2004 bis 2012 IOC-Mitglied. Die promovierte Ärztin nahm 1992, 1996 und 2000 als Schwimmerin an Olympischen Spielen teil. Seit 2010 ist sie zudem Mitglied der Athleten-Kommission der Welt-Anti-Doping-Agentur.

## Bewerbung zur Ausrichtung Olympischer Spiele
Ägyptische Städte bewarben sich vier Mal um die Ausrichtung von Olympischen Sommerspielen. Alexandria bewarb sich um die Ausrichtung der 6. Olympische Spiele 1916 und unterlag auf der 14. IOC-Session in Stockholm, die Wahl ging an Berlin. Alexandria bewarb sich ebenfalls als Ausrichter der 11. Olympischen Spiele 1936. Wieder gewann Berlin die Wahl, diesmal auf der 29. IOC-Session in Barcelona. Auch die dritte Bewerbung Alexandrias blieb erfolglos. Die Wahl für die Ausrichtung der 12. Olympischen Spiele 1940 ging auf der 35. IOC-Session in Berlin an Tokio.
Kairo reichte eine Bewerbung für die Austragung der 29. Olympischen Spiele 2008 ein. Die Bewerbung wurde jedoch vom IOC nicht akzeptiert.
Ägypten will sich mit seiner Neuen Hauptstadt, die seit 2015 neu errichtet wird und Stand Januar noch keinen Namen hat, ebenfalls für die Austragung der Sommerspiele bewerben. Es wäre die erste Austragung olympischer Wettkämpfe auf dem afrikanischen Kontinent. Pläne hierzu wurden durch Sportminister Ashraf Sobhy dem TV-Sender Sky News Arabia vorgestellt. So wird in der Stadt die International Olympic City erbaut, dessen Anlage für die mögliche Austragung vorgesehen ist.

## Allgemeine Übersicht

### Sommerspiele
| Jahr      | Athleten           | Athleten           | Athleten           | Sportarten         | Sportarten         | Sportarten         | Sportarten         | Sportarten         | Sportarten         | Sportarten         | Sportarten         | Sportarten         | Sportarten         | Sportarten         | Sportarten         | Sportarten         | Sportarten         | Sportarten         | Sportarten         | Sportarten         | Sportarten         | Sportarten         | Sportarten         | Sportarten         | Sportarten         | Sportarten         | Sportarten         | Sportarten         | Sportarten         | Sportarten         | Sportarten         | Sportarten         | Sportarten         | Sportarten         | Sportarten         | Sportarten         | Medaillen          | Medaillen          | Medaillen          | Medaillen          | Rang               |
| Jahr      | Gesamt             |                    |                    |                    |                    |                    |                    |                    |                    |                    |                    |                    |                    |                    |                    |                    |                    |                    |                    |                    |                    |                    |                    |                    |                    |                    |                    |                    |                    |                    |                    |                    |                    |                    |                    |                    |                    |                    |                    | Medaillen – Gesamt | Rang               |
| --------- | ------------------ | ------------------ | ------------------ | ------------------ | ------------------ | ------------------ | ------------------ | ------------------ | ------------------ | ------------------ | ------------------ | ------------------ | ------------------ | ------------------ | ------------------ | ------------------ | ------------------ | ------------------ | ------------------ | ------------------ | ------------------ | ------------------ | ------------------ | ------------------ | ------------------ | ------------------ | ------------------ | ------------------ | ------------------ | ------------------ | ------------------ | ------------------ | ------------------ | ------------------ | ------------------ | ------------------ | ------------------ | ------------------ | ------------------ | ------------------ | ------------------ |
| 1896–1908 | nicht teilgenommen | nicht teilgenommen | nicht teilgenommen | nicht teilgenommen | nicht teilgenommen | nicht teilgenommen | nicht teilgenommen | nicht teilgenommen | nicht teilgenommen | nicht teilgenommen | nicht teilgenommen | nicht teilgenommen | nicht teilgenommen | nicht teilgenommen | nicht teilgenommen | nicht teilgenommen | nicht teilgenommen | nicht teilgenommen | nicht teilgenommen | nicht teilgenommen | nicht teilgenommen | nicht teilgenommen | nicht teilgenommen | nicht teilgenommen | nicht teilgenommen | nicht teilgenommen | nicht teilgenommen | nicht teilgenommen | nicht teilgenommen | nicht teilgenommen | nicht teilgenommen | nicht teilgenommen | nicht teilgenommen | nicht teilgenommen | nicht teilgenommen | nicht teilgenommen | nicht teilgenommen | nicht teilgenommen | nicht teilgenommen | nicht teilgenommen | nicht teilgenommen |
| 1912      | 1                  | 1                  | 0                  |                    |                    |                    |                    |                    | 1                  |                    |                    |                    |                    |                    |                    |                    |                    |                    |                    |                    |                    |                    |                    |                    |                    |                    |                    |                    |                    |                    |                    |                    |                    |                    |                    |                    |                    |                    |                    |                    |                    |
| 1920      | 18                 | 18                 | 0                  |                    |                    |                    |                    |                    | 1                  | 11                 | 1                  |                    |                    |                    |                    |                    | 2                  |                    |                    |                    |                    | 1                  |                    |                    |                    |                    |                    |                    |                    |                    |                    |                    | 2                  |                    |                    |                    |                    |                    |                    |                    |                    |
| 1924      | 24                 | 24                 | 0                  |                    |                    |                    |                    | 1                  | 3                  | 12                 | 1                  |                    |                    |                    |                    |                    | 2                  |                    | 3                  |                    |                    | 2                  |                    | 1                  |                    |                    |                    |                    |                    |                    |                    |                    |                    |                    |                    |                    |                    |                    |                    |                    |                    |
| 1928      | 32                 | 32                 | 0                  |                    |                    |                    |                    |                    |                    | 8                  | 4                  |                    |                    |                    |                    |                    | 16                 |                    |                    |                    |                    |                    |                    | 2                  |                    |                    |                    |                    |                    |                    |                    |                    | 2                  |                    |                    |                    | 2                  | 1                  | 1                  | 4                  | 17                 |
| 1932      | nicht teilgenommen | nicht teilgenommen | nicht teilgenommen | nicht teilgenommen | nicht teilgenommen | nicht teilgenommen | nicht teilgenommen | nicht teilgenommen | nicht teilgenommen | nicht teilgenommen | nicht teilgenommen | nicht teilgenommen | nicht teilgenommen | nicht teilgenommen | nicht teilgenommen | nicht teilgenommen | nicht teilgenommen | nicht teilgenommen | nicht teilgenommen | nicht teilgenommen | nicht teilgenommen | nicht teilgenommen | nicht teilgenommen | nicht teilgenommen | nicht teilgenommen | nicht teilgenommen | nicht teilgenommen | nicht teilgenommen | nicht teilgenommen | nicht teilgenommen | nicht teilgenommen | nicht teilgenommen | nicht teilgenommen | nicht teilgenommen | nicht teilgenommen | nicht teilgenommen | nicht teilgenommen | nicht teilgenommen | nicht teilgenommen | nicht teilgenommen | nicht teilgenommen |
| 1936      | 53                 | 53                 | 0                  |                    | 7                  |                    |                    | 4                  | 6                  | 11                 | 8                  |                    |                    |                    |                    |                    | 4                  |                    |                    |                    |                    | 3                  |                    | 1                  | 5                  |                    |                    |                    |                    |                    |                    |                    |                    |                    |                    | 4                  | 2                  | 1                  | 2                  | 5                  | 15                 |
| 1948      | 85                 | 85                 | 0                  |                    | 12                 |                    |                    | 5                  | 9                  | 11                 | 8                  |                    |                    |                    |                    |                    | 2                  |                    |                    |                    |                    | 13                 | 1                  |                    | 6                  |                    |                    |                    |                    |                    |                    |                    | 8                  |                    | 8                  | 5                  | 2                  | 2                  | 1                  | 5                  | 16                 |
| 1952      | 106                | 106                | 0                  |                    | 14                 |                    |                    | 7                  | 8                  | 12                 | 6                  |                    |                    |                    |                    |                    | 7                  |                    |                    | 3                  |                    | 12                 | 8                  | 6                  | 3                  |                    |                    |                    |                    |                    |                    |                    | 8                  |                    | 10                 | 4                  |                    |                    | 1                  | 1                  | 40                 |
| 1956      | 3                  | 3                  | 0                  |                    |                    |                    |                    |                    |                    |                    |                    |                    |                    |                    |                    |                    |                    |                    |                    | 3                  |                    |                    |                    |                    |                    |                    |                    |                    |                    |                    |                    |                    |                    |                    |                    |                    |                    |                    |                    |                    |                    |
| 1960      | 74                 | 74                 | 0                  |                    |                    |                    |                    | 4                  | 6                  | 17                 | 7                  |                    |                    |                    |                    |                    | 2                  |                    |                    | 3                  |                    | 4                  | 9                  | 3                  |                    |                    |                    |                    |                    |                    |                    |                    | 6                  |                    | 10                 | 3                  |                    | 1                  | 1                  | 2                  | 30                 |
| 1964      | 73                 | 73                 | 0                  |                    |                    |                    |                    | 8                  | 5                  | 19                 | 5                  |                    |                    |                    |                    |                    |                    |                    |                    |                    |                    | 4                  | 16                 | 6                  |                    |                    |                    |                    |                    |                    |                    |                    | 1                  |                    | 9                  |                    |                    |                    |                    |                    |                    |
| 1968      | 30                 | 30                 | 0                  |                    |                    |                    |                    | 5                  | 4                  |                    | 3                  |                    |                    |                    |                    |                    |                    |                    |                    |                    |                    | 4                  |                    | 2                  |                    |                    |                    |                    |                    |                    |                    |                    |                    |                    | 11                 | 1                  |                    |                    |                    |                    |                    |
| 1972      | 23                 | 23                 | 0                  |                    | 11                 |                    |                    | 6                  |                    |                    |                    |                    |                    |                    |                    |                    | 1                  |                    |                    |                    |                    | 3                  |                    |                    | 2                  |                    |                    |                    |                    |                    |                    |                    |                    |                    |                    |                    |                    |                    |                    |                    |                    |
| 1976      | 26                 | 26                 | 0                  |                    | 9                  |                    |                    | 3                  |                    |                    | 2                  |                    |                    |                    |                    |                    |                    |                    |                    |                    |                    |                    |                    |                    |                    |                    |                    |                    |                    |                    |                    |                    |                    | 12                 |                    |                    |                    |                    |                    |                    |                    |
| 1980      | nicht teilgenommen | nicht teilgenommen | nicht teilgenommen | nicht teilgenommen | nicht teilgenommen | nicht teilgenommen | nicht teilgenommen | nicht teilgenommen | nicht teilgenommen | nicht teilgenommen | nicht teilgenommen | nicht teilgenommen | nicht teilgenommen | nicht teilgenommen | nicht teilgenommen | nicht teilgenommen | nicht teilgenommen | nicht teilgenommen | nicht teilgenommen | nicht teilgenommen | nicht teilgenommen | nicht teilgenommen | nicht teilgenommen | nicht teilgenommen | nicht teilgenommen | nicht teilgenommen | nicht teilgenommen | nicht teilgenommen | nicht teilgenommen | nicht teilgenommen | nicht teilgenommen | nicht teilgenommen | nicht teilgenommen | nicht teilgenommen | nicht teilgenommen | nicht teilgenommen | nicht teilgenommen | nicht teilgenommen | nicht teilgenommen | nicht teilgenommen | nicht teilgenommen |
| 1984      | 114                | 108                | 6                  |                    | 12                 |                    |                    | 6                  | 6                  | 17                 | 10                 |                    |                    | 6                  |                    |                    | 7                  | 3                  |                    |                    |                    | 10                 |                    | 9                  | 11                 | 1                  |                    |                    |                    |                    |                    |                    |                    | 12                 |                    | 4                  |                    | 1                  |                    | 1                  | 33                 |
| 1988      | 49                 | 48                 | 1                  |                    | 12                 |                    |                    | 4                  | 2                  |                    | 5                  |                    |                    | 3                  |                    |                    | 4                  | 3                  |                    | 1                  |                    | 5                  |                    | 2                  | 5                  |                    |                    |                    | 3                  |                    |                    |                    |                    |                    |                    |                    |                    |                    |                    |                    |                    |
| 1992      | 75                 | 72                 | 3                  |                    |                    |                    |                    | 3                  | 1                  | 17                 | 5                  | 14                 | 16                 | 3                  |                    |                    |                    | 3                  |                    | 1                  |                    | 3                  |                    | 5                  | 2                  |                    |                    |                    | 2                  |                    |                    |                    |                    |                    |                    |                    |                    |                    |                    |                    |                    |
| 1996      | 29                 | 27                 | 2                  |                    |                    |                    |                    | 4                  |                    |                    | 1                  | 16                 |                    | 2                  |                    |                    |                    |                    |                    |                    |                    | 1                  | 1                  | 2                  | 2                  |                    |                    |                    |                    |                    |                    |                    |                    |                    |                    |                    |                    |                    |                    |                    |                    |
| 2000      | 89                 | 74                 | 15                 |                    |                    |                    | 1                  | 7                  | 5                  |                    | 2                  | 15                 |                    | 4                  |                    |                    | 2                  | 1                  | 4                  | 1                  |                    | 2                  | 7                  | 8                  | 8                  |                    |                    | 3                  | 5                  |                    |                    |                    | 2                  | 12                 |                    |                    |                    |                    |                    |                    |                    |
| 2004      | 97                 | 81                 | 16                 |                    |                    |                    | 4                  | 6                  | 9                  |                    | 5                  | 15                 | 16                 | 6                  |                    |                    | 2                  | 2                  |                    | 1                  |                    | 3                  | 2                  | 5                  | 4                  |                    |                    | 4                  |                    |                    |                    |                    |                    |                    | 13                 |                    | 1                  | 1                  | 3                  | 5                  | 46                 |
| 2008      | 101                | 74                 | 27                 | 1                  |                    |                    | 2                  | 3                  | 10                 |                    | 5                  | 14                 |                    | 4                  |                    |                    | 4                  | 3                  |                    | 1                  |                    | 7                  | 6                  | 9                  | 11                 |                    |                    | 1                  | 5                  |                    |                    |                    | 2                  | 12                 |                    |                    |                    |                    | 1                  | 1                  | 80                 |
| 2012      | 110                | 76                 | 34                 | 1                  |                    |                    | 2                  | 5                  | 12                 | 16                 | 8                  |                    |                    | 5                  | 2                  |                    | 6                  | 3                  |                    | 1                  |                    | 12                 | 5                  | 7                  | 11                 | 1                  |                    | 4                  | 6                  |                    |                    |                    | 4                  |                    |                    |                    |                    | 3                  | 1                  | 4                  | 56                 |
| 2016      | 120                | 83                 | 37                 | 2                  |                    |                    | 2                  | 4                  | 7                  |                    | 9                  | 15                 |                    | 5                  | 2                  |                    | 4                  | 3                  | 1                  | 1                  |                    | 10                 | 2                  | 12                 | 16                 | 1                  |                    | 3                  | 5                  |                    |                    |                    | 1                  | 12                 |                    | 4                  |                    |                    | 3                  | 3                  | 75                 |
| 2020      | 141                | 93                 | 48                 | 3                  |                    |                    | 2                  | 2                  | 14                 | 22                 |                    | 15                 |                    | 3                  | 2                  | 5                  | 4                  | 4                  | 1                  | 4                  |                    | 8                  | 1                  | 11                 | 12                 | 2                  |                    | 4                  | 6                  | 2                  |                    | 1                  | 11                 |                    |                    | 2                  | 1                  | 1                  | 4                  | 6                  | 54                 |
| 2024      | 157                | 103                | 54                 |                    |                    | 2                  | 2                  | 3                  | 21                 | 19                 | 5                  | 15                 |                    | 2                  | 1                  |                    | 6                  | 4                  | 2                  |                    | 6                  | 11                 | 3                  | 11                 | 2                  | 2                  | 9                  | 3                  | 7                  | 1                  | 1                  |                    | 2                  | 13                 |                    | 4                  | 1                  | 1                  | 1                  | 3                  | 52                 |
| Gesamt    | Gesamt             | Gesamt             | Gesamt             | Gesamt             | Gesamt             | Gesamt             | Gesamt             | Gesamt             | Gesamt             | Gesamt             | Gesamt             | Gesamt             | Gesamt             | Gesamt             | Gesamt             | Gesamt             | Gesamt             | Gesamt             | Gesamt             | Gesamt             | Gesamt             | Gesamt             | Gesamt             | Gesamt             | Gesamt             | Gesamt             | Gesamt             | Gesamt             | Gesamt             | Gesamt             | Gesamt             | Gesamt             | Gesamt             | Gesamt             | Gesamt             | Gesamt             | 9                  | 12                 | 20                 | 41                 | 61                 |

### Winterspiele
| Jahr      | Athleten           | Athleten           | Athleten           | Flaggenträger      | Sportarten         | Medaillen          | Medaillen          | Medaillen          | Medaillen          | Rang               |
| Jahr      | Gesamt             | Männer             | Frauen             | Flaggenträger      | Ski alpin          |                    |                    |                    | Medaillen – Gesamt | Rang               |
| --------- | ------------------ | ------------------ | ------------------ | ------------------ | ------------------ | ------------------ | ------------------ | ------------------ | ------------------ | ------------------ |
| 1924–1980 | nicht teilgenommen | nicht teilgenommen | nicht teilgenommen | nicht teilgenommen | nicht teilgenommen | nicht teilgenommen | nicht teilgenommen | nicht teilgenommen | nicht teilgenommen | nicht teilgenommen |
| 1984      | 1                  | 1                  | 0                  | Jamil El-Reedy     | 1                  |                    |                    |                    |                    |                    |
| 1988–2022 | nicht teilgenommen | nicht teilgenommen | nicht teilgenommen | nicht teilgenommen | nicht teilgenommen | nicht teilgenommen | nicht teilgenommen | nicht teilgenommen | nicht teilgenommen | nicht teilgenommen |
| Gesamt    | Gesamt             | Gesamt             | Gesamt             | Gesamt             | Gesamt             | 0                  | 0                  | 0                  | 0                  | –                  |

### Olympische Zwischenspiele
| Jahr   | Athleten | Athleten | Athleten | Flaggenträger | Sportarten     | Sportarten | Sportarten | Medaillen | Medaillen | Medaillen | Rang |
| Jahr   | Gesamt   | Männer   | Frauen   | Flaggenträger | Leichtathletik | Radsport   | Ringen     |           |           |           | Rang |
| ------ | -------- | -------- | -------- | ------------- | -------------- | ---------- | ---------- | --------- | --------- | --------- | ---- |
| 1906   | 2        | 2        | 0        |               | 1              | 1          | 1          |           |           |           |      |
| Gesamt | Gesamt   | Gesamt   | Gesamt   | Gesamt        | Gesamt         | Gesamt     | Gesamt     | 0         | 0         | 0         | –    |

## Medaillen

### Medaillen nach Sportart
| Sportart           | Gold | Silber | Bronze | Gesamt |
| Gewichtheben       | 5    | 3      | 6      | 14     |
| Ringen             | 2    | 3      | 3      | 8      |
| Karate             | 1    | 0      | 1      | 2      |
| Boxen              | 0    | 1      | 3      | 4      |
| Wasserspringen     | 0    | 1      | 1      | 2      |
| Judo               | 0    | 1      | 1      | 2      |
| Fechten            | 0    | 1      | 0      | 1      |
| Moderner Fünfkampf | 1    | 1      | 0      | 2      |
| Taekwondo          | 0    | 0      | 4      | 4      |
| Gesamt             | 9    | 11     | 19     | 39     |

### Medaillengewinner

#### Goldmedaillen
| Name                 | Spiele         | Sportart           | Disziplin                             |
| -------------------- | -------------- | ------------------ | ------------------------------------- |
| Sayed Nosseir        | 1928 Amsterdam | Gewichtheben       | Halbschwergewicht                     |
| Ibrahim Moustafa     | 1928 Amsterdam | Ringen             | Halbschwergewicht, griechisch-römisch |
| Anwar Misbah         | 1936 Berlin    | Gewichtheben       | Leichtgewicht                         |
| Khadr Sayed El Touni | 1936 Berlin    | Gewichtheben       | Mittelgewicht                         |
| Mahmoud Fayad        | 1948 London    | Gewichtheben       | Federgewicht                          |
| Ibrahim Shams        | 1948 London    | Gewichtheben       | Leichtgewicht                         |
| Karam Ibrahim        | 2004 Athen     | Ringen             | Schwergewicht, griechisch-römisch     |
| Feryal Abdelaziz     | 2020 Tokio     | Karate             | Kumite über 61 kg                     |
| Ahmed El-Gendy       | 2024 Paris     | Moderner Fünfkampf | Männer                                |

#### Silbermedaillen

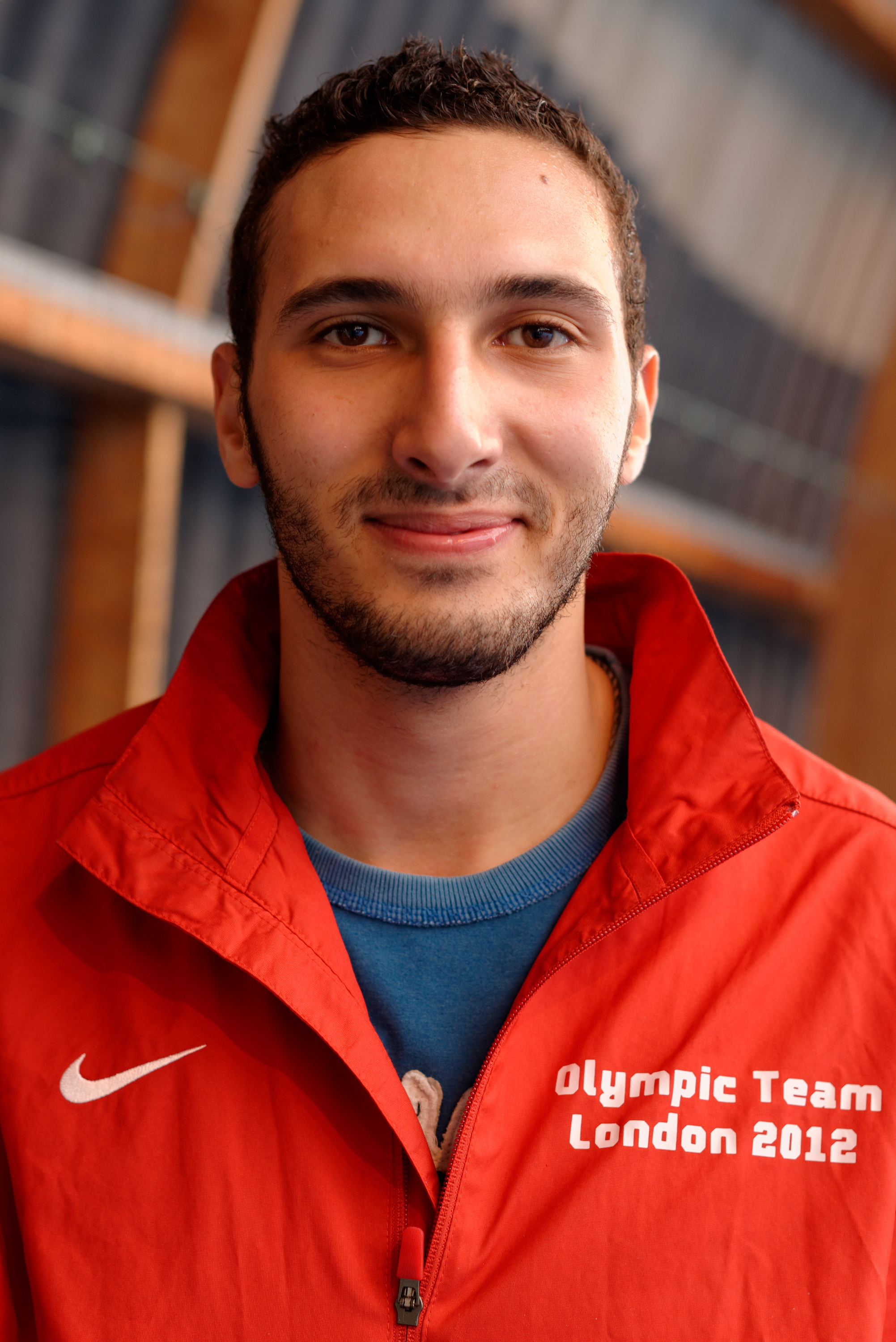
Silber 2012 im Florettfechten für Alāʾ ad-Dīn Abū l-Qāsim

| Name                   | Spiele           | Sportart           | Disziplin                             |
| ---------------------- | ---------------- | ------------------ | ------------------------------------- |
| Farid Simaika          | 1928 Amsterdam   | Wasserspringen     | Turmspringen                          |
| Saleh Soliman          | 1936 Berlin      | Gewichtheben       | Federgewicht                          |
| Attia Hamouda          | 1948 London      | Gewichtheben       | Leichtgewicht                         |
| Mahmoud Hassan Ali     | 1948 London      | Ringen             | Bantamgewicht, griechisch-römisch     |
| Osman El-Sayed         | 1960 Rom         | Ringen             | Fliegengewicht, griechisch-römisch    |
| Mohamed Ali Rashwan    | 1984 Los Angeles | Judo               | offene Klasse                         |
| Mohamed Aly            | 2004 Athen       | Boxen              | Superschwergewicht                    |
| Alaaeldin Abouelkassem | 2012 London      | Fechten            | Florett Einzel                        |
| Karam Ibrahim          | 2012 London      | Ringen             | Halbschwergewicht, griechisch-römisch |
| Abeer Abdelrahman      | 2012 London      | Gewichtheben       | Klasse bis 75 kg                      |
| Ahmed El-Gendy         | 2020 Tokio       | Moderner Fünfkampf | Männer                                |
| Sara Ahmed             | 2024 Paris       | Gewichtheben       | Schwergewicht                         |

#### Bronzemedaillen
| Name                     | Spiele              | Sportart       | Disziplin                             |
| ------------------------ | ------------------- | -------------- | ------------------------------------- |
| Farid Simaika            | 1928 Amsterdam      | Wasserspringen | Kunstspringen                         |
| Ibrahim Shams            | 1936 Berlin         | Gewichtheben   | Federgewicht                          |
| Ibrahim Wasif            | 1936 Berlin         | Gewichtheben   | Halbschwergewicht                     |
| Ibrahim Orabi            | 1948 London         | Ringen         | Halbschwergewicht, griechisch-römisch |
| Abdel Aal Rashid         | 1952 Helsinki       | Ringen         | Federgewicht, griechisch-römisch      |
| Abdelmoneim El-Guindi    | 1960 Rom            | Boxen          | Fliegengewicht                        |
| Mohamed Elsayed          | 2004 Athen          | Boxen          | Schwergewicht                         |
| Ahmed Ismail             | 2004 Athen          | Boxen          | Halbschwergewicht                     |
| Tamer Bayoumi            | 2004 Athen          | Taekwondo      | Fliegengewicht                        |
| Hesham Mesbah            | 2008 Peking         | Judo           | Mittelgewicht                         |
| Abeer Abdelrahman        | 2008 Peking         | Gewichtheben   | Halbschwergewicht                     |
| Tarek Yehia              | 2012 London         | Gewichtheben   | Halbschwergewicht                     |
| Mohamed Ihab             | 2016 Rio de Janeiro | Gewichtheben   | Mittelgewicht                         |
| Sara Ahmed               | 2016 Rio de Janeiro | Gewichtheben   | Klasse bis 69 kg                      |
| Hedaya Malak             | 2016 Rio de Janeiro | Taekwondo      | Klasse bis 57 kg                      |
| Giana Farouk             | 2020 Tokio          | Karate         | Kumite bis 61 kg                      |
| Mohamed Ibrahim El-Sayed | 2020 Tokio          | Ringen         | Leichtgewicht, griechisch-römisch     |
| Hedaya Malak             | 2020 Tokio          | Taekwondo      | Mittelgewicht                         |
| Seif Eissa               | 2020 Tokio          | Taekwondo      | Mittelgewicht                         |
| Mohamed El-Sayed         | 2024 Paris          | Fechten        | Degen                                 |